# Ибаньес, Николас
Николас Алехандро Ибаньес (исп. Nicolás Alejandro Ibáñez; родился 23 августа 1994, Венадо-Туэрто, Аргентина) — аргентинский футболист, нападающий клуба «УАНЛ Тигрес».

## Клубная карьера
Ибаньес — воспитанник клуба «Ланус». В 2015 году игрок подписал контракт со столичным «Комуникасьонесом». 14 февраля в матче против «Депортиво Арменио» он дебютировал в Примере B Метрополитана. 14 марта в поединке против «Депортиво Мерло» Николас забил свой первый гол за «Комуникаьонес». Летом 2016 года Ибаньес на правах аренды перешёл в «Химнасию Ла-Плата». 27 августа в матче против «Велес Сарсфилд» он дебютировал в аргентинской Примере. В этом же поединке Николас забил свой первый гол за «Химнасию Ла-Плата». По окончании сезона клуб выкупил трансфер игрока.
В начале 2018 года Ибаньес перешёл в мексиканский «Атлетико Сан-Луис». 20 января в матче против «Тампико Мадеро» он дебютировал в Лиге Ассенсо. 21 февраля в поединке против «Атлетико Сакатепек» Николас забил свой первый гол за «Атлетико Сан-Луис». В составе клуба он дважды стал лучшим бомбардиром чемпионата.
В 2019 году Ибаньес помог команде выйти в элиту. Летом того же года Николас перешёл в испанский «Атлетико Мадрид». Сумма трансфера составила 1 млн. евро, но для получения игровой практики был оставлен в «Атлетико Сан-Луис» еще на год. 21 июля в матче против УНАМ Пумас он дебютировал в мексиканской Примере. 

## Достижения
Индивидуальные
- Лучший бомбардир Лиги Ассенсо (8 голов) — Апертура 2018
- Лучший бомбардир Лиги Ассенсо (11 голов) — Клаусура 2019
- Лучший бомбардир Лиги MX (11 голов) — Апертура 2022